# Verdrängungszucht
Verdrängungszüchtung oder Verdrängungskreuzung (auch engl. Upgrading) ersetzt in einer Population unerwünschte Merkmale durch andere oder verändert gar den gesamten Rassestandard, ist also eine Umzüchtung. Die Reinzucht wird bewusst unterbrochen und genetisches Material anderer Rassen ergänzt.
Bei der Verdrängungszucht kann so verfahren werden, dass in bestimmten Rotationen mit einer gewissen Regelmäßigkeit Tiere anderer Rassen eingekreuzt werden (Immigration), bis das unerwünschte Merkmal verdrängt ist (vgl. auch Zucht#Rotationskreuzung).
Für ein solches Upgrading muss die Immigrationsrate der neuen Rasse(n) bei weit über 10 Prozent liegen; übersteigt die Immigrationsrate dagegen die Zehn-Prozent-Schwelle nicht, handelt es sich „nur“ um eine sogenannte Veredelungskreuzung. Aus diesen Parametern ergibt sich auch, dass der Übergang von einer Veredelungs- zu einer Verdrängungszucht (und umgekehrt) durchaus fließend sein kann.
Ein populäres Beispiel für die Verdrängungszucht stellt die durch Imker in Deutschland praktizierte Verdrängungszucht der einheimischen Dunklen Biene Apis mellifera mellifera durch die hier fremde Apis mellifera carnica in den Jahren nach dem Zweiten Weltkrieg dar. Im Ergebnis ist die ursprünglich einheimische Mellifera vollständig ausgerottet und durch die Carnica ersetzt worden.